# Samantha Borutta
Samantha Borutta (7 augustus 2000) is een atleet uit Duitsland.
Borutta nam voor Duitsland deel aan de
Olympische Zomerspelen van Tokio in 2021 bij het onderdeel kogelslingeren.

## Persoonlijk record
| Onderdeel      | Resultaat | Jaar |
| -------------- | --------- | ---- |
| discuswerpen   | 44,04 m   | 2018 |
| kogelslingeren | 71,08     | 2021 |

- World Athletics: 14702578